# Kimya Dawson
Kimya Dawson (17 novembre 1972) è una cantante statunitense.
Ha iniziato la sua carriera da musicista suonando nella band The Moldy Peaches, della quale faceva parte anche il cantante Adam Green.
Ha composto gran parte della colonna sonora del film Juno.

## Discografia

### Album con i The Moldy Peaches
- 2001 - The Moldy Peaches
- 2002 - County Fair/Rainbows - singolo
- 2003 - Moldy Peaches 2000: Unreleased Cutz and Live Jamz 1994-2002

### Album da solista
- 2002 - I'm Sorry That Sometimes I'm Mean
- 2004 - Knock Knock Who?
- 2004 - My Cute Fiend Sweet Princess
- 2004 - Hidden Vagenda
- 2006 - Remember That I Love You
- 2008 - Alphabutt e. pee (CD-R)
- 2011 - Thunder Thinghs